# Vilar Seco (Vimioso)
Vilar Seco (em mirandês Bilasseco) é uma povoação portuguesa sede da Freguesia de Vilar Seco do Município de Vimioso, freguesia com 23,08 km² de área e 116 habitantes (censo de 2021), tendo, por isso, uma densidade populacional de 5 hab./km². 
Até meados do século XIX pertenceu ao concelho (atual município) de Miranda do Douro. Nesta aldeia é falada a língua mirandesa.
Em 2021, era a nona freguesia portuguesa com menor número de habitantes, ex-aequo com Trindade, em Vila Flor.

## Demografia
A população registada nos censos foi:
| Ano  | 0-14 Anos | 15-24 Anos | 25-64 Anos | > 65 Anos |
| 2001 | 29        | 35         | 95         | 61        |
| 2011 | 11        | 18         | 87         | 65        |
| 2021 | 8         | 1          | 43         | 64        |